# 篠宮友里
篠宮友里（日语：／ Shinomiya Yuri，1993年3月13日—），日本AV女優、偶像。
出身於埼玉縣。

## 個人簡歷
2012年以宇宙企劃的專屬女優身分在AV界出道。
2014年7月在SEGA發行的遊戲，「人中之龍」的角色進入女優人氣投票。在同年8月24日的結果發表中，她失去在「人中之龍0 誓約的場所」地演出權利。名次和得票數未公開。
2015年1月30日以「マシュマロ☆ピーチ」加入偶像團體「マシュマロ3D」。
2018年8月以マシュマロ3d+的身分在TOKYO IDOL FESTIVAL中演出。之後決定從マシュマロ3d+畢業，並在2018年9月復出。
興趣是散步。
初體驗是17歲，經驗人數是2人。

## 外部連結
- 篠宮ゆりの日記 （页面存档备份，存于） - 官方部落格